# Месинг
Месинг је легура бакра и цинка. У зависности од њихове размере, својства месинга се мењају у веома великом распону. Месинг се користи у електротехници, као конструктивни и украсни материјал, нпр. за израду музичких инструмената. Најчешће је жуте боје. Црвенкаста боја бакра губи се са повећањем процента цинка у легури. Има већу чврстину од бакра, реагује на атмосферске утицаје. Примењује се у изради лимова, цеви и жица.
Месинг је сличан бронзи, још једној легури која садржи бакар која користи калај уместо цинка. Бронза и месинг такође могу да садрже мале пропорције низа других елемената укључујући арсен, олово, фосфор, алуминијум, манган и силицијум. Историјски гледано, разлика између ове две легуре била је мање доследна и јасна, а модерна пракса у музејима и археологији све више избегава оба термина за историјске објекте у корист општијег „легуре бакра“.
Месинг је дуго био популаран материјал за декорацију због свог сјајног изгледа попут злата; користи се за ручке фиока и кваке. Такође је нашироко коришћен за прављење посуђа због својстава као што су ниска тачка топљења, висока обрадивост (како са ручним алатима тако и са савременим машинама за стругање и глодање), издржљивост и електрична и топлотна проводљивост.
Месинг се и даље често користи у апликацијама где је потребна отпорност на корозију и ниско трење, као што су браве, шарке, зупчаници, лежајеви, кућишта за муницију, рајсфершлуси, водовод, спојнице за црева, вентили и електрични утикачи и утичнице. У великој мери се користи за музичке инструменте као што су рогови и звона, а такође се користи као замена за бакар у изради бижутерије, модног накита и друге имитације накита. Састав месинга, углавном 66% бакра и 34% цинка, чини га повољном заменом за накит на бази бакра, јер показује већу отпорност на корозију. Месинг се често користи у ситуацијама у којима је важно да не дође до варничења, као што су делови и алати који се користе у близини запаљивих или експлозивних материјала.

## Особине
Месинг је савитљивији од бронзе или цинка. Релативно ниска тачка топљења месинга (900—940 °C, 1.650—1.720 °F, у зависности од састава) и његове карактеристике течења чине га релативно лаким материјалом за ливење. Променом пропорција бакра и цинка, својства месинга се могу променити, омогућавајући тврде и меке месинге. Густина месинга је 8,4 до 8,73 g/cm3.
Данас се скоро 90% свих легура месинга рециклира. Пошто месинг није феромагнетичан, може се одвојити од отпада гвожђа пролазом отпада близу снажног магнета. Метални отпад се сакупља и транспортује у ливницу, где се топи и прерађује у гредице. Гредице се загревају и екструдирају у жељени облик и величину. Општа мекоћа месинга значи да се често може машински обрађивати без употребе течности за сечење, мада постоје изузеци.
Алуминијум чини месинг јачим и отпорнијим на корозију. Алуминијум такође узрокује стварање веома корисног тврдог слоја алуминијум оксида на површини која је танка, провидна и самозалечујућа. Калај има сличан ефекат и налази своју примену посебно у апликацијама за морску воду (поморски месинг). Комбинације гвожђа, алуминијума, силицијума и мангана чине месинг отпорним на хабање. Посебно, додавање само 1% гвожђа легури месинга резултира легуром са приметном магнетном привлачношћу.
Месинг ће кородирати у присуству влаге, хлорида, ацетата, амонијака и одређених киселина. Ово се често дешава када бакар реагује са сумпором да би се формирао смеђи и на крају црни површински слој бакар сулфида који, ако је редовно изложен слабо киселој води, као што је градска кишница, може да оксидира на ваздуху да формира патину зелено-плавог бакар сулфата. У зависности од тога како је формиран слој сулфида/сулфата, овај слој може заштитити месинг од даљег оштећења.
Иако бакар и цинк имају велику разлику у електричном потенцијалу, резултујућа легура месинга не доживљава интернализовану галванску корозију због одсуства корозивног окружења у смеши. Међутим, ако се месинг стави у контакт са племенитијим металом као што је сребро или злато у таквом окружењу, месинг ће галвански кородирати; обрнуто, ако је месинг у контакту са мање племенитим металом као што су цинк или гвожђе, мање племенити метал ће кородирати и месинг ће бити заштићен.